# Sint-Luciagrondvink
De Sint-Luciagrondvink (Melanospiza richardsoni) is een zangvogel uit de familie Thraupidae (tangaren). De vogel werd in 1886 geldig beschreven door de Amerikaanse vogelkundige Charles B. Cory en vernoemd naar de persoon ("Mr. Richardson") die de vogel verzamelde en opstuurde naar het museum. Het is een bedreigde, endemische vogelsoort op Saint Lucia, een onafhankelijke eilandnatie in het Caribisch gebied.

## Kenmerken
De vogel is 13 tot 14 cm lang. Het mannetje is helemaal donkerbruin tot zwart, met een dikke zwarte snavel en roze poten. Het vrouwtje is van boven bruin, met een opvallende contrasterende grijze kop en is licht roodbruin gekleurd van onder. De vogel lijkt op het antillendikbekje (Loxigilla noctis), maar deze vink is groter, heeft een minder dikke snavel en donkere poten.

## Verspreiding en leefgebied
Deze soort is endemisch in het berggebied tot op 800 m boven zeeniveau op het eiland Saint Lucia. De vogel komt voor in verschillende landschapstypen met natuurlijk bos en secundair bos, terrein met struikgewas en plantages, maar heeft een duidelijke voorkeur voor dichtbegroeide ravijnen. De vogel broedt op de grond.

## Status
De Sint-Luciagrondvink heeft een beperkt verspreidingsgebied en daardoor is de kans op uitsterven aanwezig. De grootte van de populatie werd in 2016 door BirdLife International geschat op 250 tot 1000 volwassen individuen en de populatie-aantallen nemen af door habitatverlies. Het leefgebied wordt aangetast, omdat ondergroei uit aangeplante bossen wordt verwijderd. Daarnaast is de vogel gevoelig voor predatie door ingevoerde mangoesten en ratten. Om deze redenen staat deze soort als bedreigd op de Rode Lijst van de IUCN.